# LNFA Serie A 2017
La LNFA Serie A 2017 è stata la 23ª edizione del campionato di football americano di primo livello, organizzato dalla FEFA.

## Squadre partecipanti
| Club              | Città              | Stadio | Sponsor ufficiale | Risultato nella stagione 2016 |
| ----------------- | ------------------ | ------ | ----------------- | ----------------------------- |
| Badalona Dracs    | Badalona           |        |                   |                               |
| Barberá Rookies   | Barberà del Vallès |        |                   |                               |
| Murcia Cobras     | Murcia             |        |                   |                               |
| Reus Imperials    | Reus               |        |                   |                               |
| Valencia Firebats | Valencia           |        |                   |                               |
| Valencia Giants   | Valencia           |        |                   |                               |

## Stagione regolare

### Calendario

#### 1ª giornata
| 14 gennaio 2017 | Reus Imperials | 33 – 18 | Valencia Firebats |  |

| 15 gennaio 2017 | Barberá Rookies | 14 – 35 | Badalona Dracs |  |

| 15 gennaio 2017 | Valencia Giants | 13 – 27 | Murcia Cobras |  |

#### 2ª giornata
| 21 gennaio 2017 | Murcia Cobras | 37 – 6 | Barberá Rookies |  |

| 22 gennaio 2017 | Badalona Dracs | 54 – 6 | Reus Imperials |  |

| 22 gennaio 2017 | Valencia Giants | 41 – 16 | Valencia Firebats |  |

#### 3ª giornata
| 4 febbraio 2017 | Valencia Firebats | 30 – 18 | Barberá Rookies |  |

| 4 febbraio 2017 | Reus Imperials | 50 – 27 | Valencia Giants |  |

| 5 febbraio 2017 | Badalona Dracs | 26 – 7 | Murcia Cobras |  |

#### 4ª giornata
| 11 febbraio 2017 | Murcia Cobras | 10 – 20 | Valencia Firebats |  |

| 12 febbraio 2017 | Barberá Rookies | 28 – 49 | Reus Imperials |  |

| 12 febbraio 2017 | Valencia Giants | 6 – 32 | Badalona Dracs |  |

#### 5ª giornata
| 25 febbraio 2017 | Reus Imperials | 47 – 20 | Murcia Cobras |  |

| 25 febbraio 2017 | Valencia Firebats | 21 – 57 | Badalona Dracs |  |

| 26 febbraio 2017 | Barberá Rookies | 36 – 44 | Valencia Giants |  |

#### 6ª giornata
| 4 marzo 2017, ore 17:00 | Valencia Firebats | 22 – 35 referto | Reus Imperials |  |

| 4 marzo 2017, ore 17:00 | Murcia Cobras | 14 – 37 referto | Valencia Giants |  |

| 5 marzo 2017, ore 16:30 | Badalona Dracs | 65 – 3 referto | Barberá Rookies |  |

#### 7ª giornata
| 25 marzo 2017, ore 17:00 | Murcia Cobras | 0 – 33 referto | Badalona Dracs |  |

| 25 marzo 2017, ore 10:30 | Barberá Rookies | 34 – 30 referto | Valencia Firebats |  |

| 26 marzo 2017, ore 12:00 | Valencia Giants | 27 – 32 referto | Reus Imperials |  |

#### 8ª giornata
| 1º aprile 2017, ore 19:00 | Reus Imperials | 48 – 32 referto | Badalona Dracs |  |

| 2 aprile 2017, ore 10:30 | Barberá Rookies | 7 – 34 referto | Murcia Cobras |  |

| 2 aprile 2017, ore 12:00 | Valencia Firebats | 36 – 14 referto | Valencia Giants |  |

#### 9ª giornata
| 22 aprile 2017, ore 17:00 | Valencia Firebats | 22 – 21 referto | Murcia Cobras |  |

| 23 aprile 2017, ore 10:30 | Badalona Dracs | 52 – 0 referto | Valencia Giants |  |

#### 10ª giornata
| 29 aprile 2017, ore 18:00 | Reus Imperials | 49 – 30 referto | Barberá Rookies |  |

#### 11ª giornata
| 6 maggio 2017, ore 17:00 | Murcia Cobras | 34 – 7 referto | Reus Imperials |  |

| 7 maggio 2017, ore 11:00 | Badalona Dracs | 44 – 14 referto | Valencia Firebats |  |

| 7 maggio 2017, ore 11:00 | Valencia Giants | 26 – 30 referto | Barberá Rookies |  |

### Classifica
La classifica della regular season è la seguente:
- PCT = percentuale di vittorie, G = partite giocate, V = partite vinte,  P = partite perse, PF = punti fatti, PS = punti subiti

| Pos. | Squadra           | PCT  | G  | V | N | P | PF  | PS  |
| ---- | ----------------- | ---- | -- | - | - | - | --- | --- |
| 1    | Badalona Dracs    | .900 | 10 | 9 | 0 | 1 | 430 | 119 |
| 2    | Reus Imperials    | .800 | 10 | 8 | 0 | 2 | 356 | 292 |
| 3    | Valencia Firebats | .400 | 10 | 4 | 0 | 6 | 229 | 307 |
| 4    | Murcia Cobras     | .400 | 10 | 4 | 0 | 6 | 204 | 218 |
| 5    | Valencia Giants   | .300 | 10 | 3 | 0 | 7 | 235 | 325 |
| 6    | Barberá Rookies   | .200 | 10 | 2 | 0 | 8 | 206 | 399 |

## Playoff e Playout

### Tabellone
|  | Semifinali | Semifinali        | Semifinali |                |    | XXIII Final de la LNFA | XXIII Final de la LNFA | XXIII Final de la LNFA |  |
|  |            |                   |            |                |    |                        |                        |                        |  |
|  | 1          | Badalona Dracs    | 21         |                |    |                        |                        |                        |  |
|  | 1          | Badalona Dracs    | 21         |                |    |                        |                        |                        |  |
|  | 4          | Murcia Cobras     | 13         |                |    |                        |                        |                        |  |
|  | 4          | Murcia Cobras     | 13         |                | 1  | Badalona Dracs         | 56                     |                        |  |
|  |            |                   |            |                | 1  | Badalona Dracs         | 56                     |                        |  |
|  |            |                   | 2          | Reus Imperials | 14 |                        |                        |                        |  |
|  | 3          | Valencia Firebats | 2          | Reus Imperials | 14 | 28                     |                        |                        |  |
|  | 3          | Valencia Firebats |            |                |    |                        |                        |                        |  |
|  | 2          | Reus Imperials    | 32         |                |    |                        |                        |                        |  |

### Semifinali
| 20 maggio 2017, ore 19:00 | Reus Imperials | 32 – 28 referto | Valencia Firebats |  |

| 21 maggio 2017, ore 11:00 | Badalona Dracs | 21 – 13 referto | Murcia Cobras |  |

### XXIII Final de la LNFA
| Reus 3 giugno 2017, ore 18:00 | Badalona Dracs | 56 – 14 (7-0 21-7 21-7 7-0) referto | Reus Imperials | Campo de fútbol Reddis |

## XXIII Final de la LNFA

### Playout
| 11 giugno 2017, ore 11:00 | Barberá Rookies | 16 – 22 | Osos de Rivas |  |

| 11 giugno 2017, ore 12:00 | Valencia Giants | 11 – 8 | Mallorca Voltors |  |

## Verdetti
- Badalona Dracs Campioni della Spagna 2017
- Barberá Rookies retrocessi in Serie B
- Las Rozas Black Demons,  L'Hospitalet Pioners e  Osos de Rivas promossi dalla Serie B